# 王度昭
王度昭（1651年—1724年），字玉其，號带河，山东诸城水西社（今高密市前水西村）人，清朝政治人物。

## 生平
度昭康熙二十年山东乡试第五名，二十一年壬戌会试第六十三名，未殿试，二十四年己丑科殿试三甲五十八名。授浪穹县知县。时吴逆初定，丁少役繁，死亡者尚多著籍，度昭尽除之，民大悦服。行取去官，民为建生祠，先行一日，肖像泥未干，不可施采色，或欲以火烘之，众不可，数百人各解衣以身偎之，一夕而乾。三十六年授河南道监察御史，父忧服除，补浙江道，巡视南城，风裁峻著。出为郧襄道副使，荆门水涨没田禾，即以灾闻，蒙允蠲赈。王守仁祠祭田数百亩为猾民冒占，度昭廉得其实，置之法，以田还其后裔。擢光禄寺少卿，寻迁顺天府丞，又迁大理寺少卿。四十七年典河南乡试，称得人。累进佥都御史、太常寺卿、通政使、左副都御史。其时米价腾贵，请出太仓米平糴，称旨，四十九年（1710年）进户部右侍郎。湖南巡抚赵申乔与总兵互相弹劾，度昭奉使往鞫，即署巡抚事，滞狱纍纍，度昭烛照刃剸，立结四百馀案。康熙五十二年任巡抚浙江等处地方、提督军务兵部右侍郎、兼都察院右副都御史，授资政大夫，妻王氏封夫人。屏馈遗，力禁滥差株连之弊，暇则取书院诸生文为定甲乙。西子湖号天下名胜，三四年未一游讌。五十四年升工部右侍郎，疏论西域屯田，其畧曰：近者泽旺阿喇蒲坦无故侵犯哈密，皇上赫然震怒，调兵遣将，分据要害，以张天讨。又念兵行粮从，先计积谷，以资腾饱，屡发帑金，构买骆驼，捐备马骡，以运送米石，其鞍筐绳席等项，所费已不下数十百万，究之运到之米不敷支给，巴儿、苦儿、阿尔太之地车辙不通，水草不时，即便驼马足以领运，而人夫数千，越山度岭，沙壅石阻，所运之米恐亦未能旦夕到也。因此而议屯田，屯田诚是矣。但毡裘之众习农者少，而苦寒之地霜雪无常，恐收获未必如愿，似不及。绿旗多游闲之辈，亦有田家之子特迫于无地可耕，遂入籍行伍，以资活计者犹可鼓舞而驱率之耳。臣以为欲灭此小丑，急以取之，不如缓以图之，之为愈也。轻言进兵，糜费金钱于无用之地，不如重于用谋，整顿戎纪，不战而屈其兵，之优也。今诚严饬邻近诸国，不许交通茶布及一切货卖之物，使彼独坐穷山，不获市易之利，则人心必离。即或肆其故智，侵扰属国，以尝我军，亦令诸国互相应援，坚壁清野，勿与轻校。而于阳关、哈密、嘉峪、推河等处择其水草足以畜牧，田地可以开垦者，改移三镇，每镇精兵三千人，其食粮之亲丁与匠役另籍一册，以一半屯田给之牛力籽种，春夏耕耘，秋冬射猎；以一半游巡稽察非常，较试技艺，复倍其粮饷，使多备战马，修整甲械，不过五年，谷之积者必多，兵之习者必精矣。其西安归化满营亦令各选精兵三千，倍其粮饷，时其训练，与绿旗之兵同候调遣，皇上于亲信大臣中择一老成知兵者总统之，提镇以下咸受节制，而后事权归一，号令可明，陈兵载饷，压境以临之，彼泽旺阿喇蒲坦惧覆亡之无日，悔从前之不道，卑词乞降，亦未可定。倘仍怙恶不悛，则轻兵卷袭，彼迫于天诛，人无固志，虽有善匿之术，亦无容足之地矣。前后疏数上，其有关国计皆类是。明年丁内忧，服除，即家拜兵部右侍郎，首上疏陈马政，陕西等五省便之。六十一年春，赐诸叟宴，谆谆以老年君臣相须，勿遽求去为言。是冬监督奉天粮税，除累年积逋，人甚感颂。以衰癯积劳，奄逢圣祖升遐，哀痛成疾，逾年告归。度昭性纯笃，遇物浑然若无町畦，而意所不可，强有力者不能夺。归数月卒，年七十有四。

## 家族
曾祖王思孟，字养吾，邑庠生。祖王廷元，字献墀，號对之，府庠生。父王勤，字懋哉，诸生，年十二罹兵难，流离费县，朝夕泣思父母，有孙翁者怜而归之。兄早卒无子，遗女适乔姓，贫甚，勤割田宅给之。堂伯王劝，顺治四年进士。
子三人：奇猷、弘猷、建猷。奇猷，字天授，号沧溟，康熙五十六年举于乡，建猷早卒。弘猷字图南，康熙末举于乡，授孟津知县，莅任七年，以办军需迟缓罢归。奇猷之王辂，字孟载，号车同，与父同榜举人，雍正元年成进士，历任延平、池州知府。